# Грохот пружно-деформівний

Грохот пружно-деформівний - з еластичною пружинно-деформованою просіюючою поверхнею: 1 – короб; 2 – металеве сито; 3 – еластичне сито; 4, 7 – рами; 5 – балки; 6 – інерційний дебалансний збуджувач коливань; 8 – повідкові важелі.

Грохот пружно-деформівний, (рос. грохот упруго-деформируемый, нім. elastisch-deformation Sieb n) — грохот з динамічним або кінематичним збуджувачем. Поздовжні відносні коливання короба та рами викликають циклічне розтягування та послаблення окремих ділянок еластичного сита, що чергуються між собою, створюючи хвилеподібну деформацію поверхні для підвищення ефективності розсіву вологого матеріалу.
Грохот з еластичною пружно-деформованою просіювальною поверхнею (ГЕДП) призначений для відсіву дрібних класів з вологого рядового вугілля і антрацитів по крупності 6 – 13 мм сухим способом.
Грохот (рис.) являє собою двомасову коливну систему, яка включає короб 1 і зв’язану з ним повідковими важелями 8 раму 7 з інерційним дебалансним збуджувачем коливань 6. 
Конструкція короба і рами складається з бокових стінок та жорстко з’єднаних з ними поперечних балок. Поперечні балки 5 короба і рами 4 розташовані в однієї площині і служать опорами нижнього еластичного сита. При роботі грохота рама відносно короба здійснює маятникові коливання у напрямку перпендикулярному важелям. 
Внаслідок цього ділянки еластичного сита, що розташовані між рейками короба і рами, поперемінно натягуються або провисають, тобто під-даються по черзі пружним деформаціям вигину та розтягання. При цьому короб робить спрямовані уздовж важелів коливання, що забезпечує працездатність верхнього металевого сита, яке жорстко закріплено у коробі грохота. 